# Juillac, Gironde
Juillac är en kommun i departementet Gironde i regionen Nouvelle-Aquitaine i sydvästra Frankrike. Kommunen ligger i kantonen Pujols som tillhör arrondissementet Libourne. År 2022 hade Juillac 218 invånare.

## Befolkningsutveckling
Antalet invånare i kommunen Juillac
Referens:INSEE